# OtherLife
Pour plus de détails, voir Fiche technique et Distribution.
OtherLife est un film australien réalisé par Ben C. Lucas, sorti en 2017.

## Synopsis
Ren et Sam crée une drogue qui permet d'explorer des mondes en réalité virtuelle dans un temps compressé.

## Fiche technique
- Titre : OtherLife
- Réalisation : Ben C. Lucas
- Scénario : Kelley Eskridge, Ben C. Lucas et Gregory Widen
- Musique : Jed Palmer et Mesut Seker
- Photographie : Dan Freene
- Montage : Leanne Cole
- Production : Tommaso Fiacchino, Jamie Hilton, Janelle Landers, Marco Mehlitz, Marcello Montesanti, Aidan O'Bryan et Michael Pontin
- Société de production : WBMC, Cherry Road Films, Head Gear Films, Kreo Films FZ, Metrol Technology, See Pictures et Ticket to Ride
- Pays :  Australie et  Émirats arabes unis
- Genre : Drame, science-fiction et thriller
- Durée : 96 minutes
- Dates de sortie : 
  - Australie : 16 juin 2017 (festival du film de Sydney)
  - France : 15 octobre 2017 (Internet)

## Distribution
- Jessica De Gouw : Ren Amari
- T. J. Power : Sam
- Liam Graham : Jared Amari
- Adriane Daff : Cass
- Clarence Ryan : Byron Finbar
- Thomas Cocquerel : Danny
- Tiriel Mora : Dr. Robert Amari
- Priscilla-Anne Jacob : Mme Wilson
- Ian Toyne : McClean

## Accueil
Harry Windsor pour The Hollywood Reporter évoque dans sa critique un film élégant qui a su gérer un petit budget. Luke Buckmaster pour The Guardian a donné au film la note de 3/5.